# Елизабет фон Хенеберг-Шлойзинген-Ашах
Елизабет фон Хенеберг-Шлойзинген-Ашак (на немски: Elisabeth Gräfin von Henneberg-Schleusingen; * пр. 1380; † 14 ноември 1444) от фамилията на графовете на Хенеберг, е графиня на Хенеберг-Шлойзинген и чрез женитба графиня на Хенеберг-Рьомхилд-Ашах.

## Произход
Тя е най-голямата дъщеря на граф Хайнрих XI (X) фон Хенеберг-Шлойзинген (1350 – 1405) и съпругата му маркграфиня Матилда фон Баден (1368 – 1425), дъщеря на маркграф Рудолф VI фон Баден († 1372) и графиня Матилда фон Спонхайм († 1410).

## Фамилия
Елизабет фон Хенеберг-Шлойзинген се омъжва пр. 4 май 1393 г. за граф Фридрих I фон Хенеберг-Ашах (* 1367; † 24 септември 1422), син на граф Херман V фон Хенеберг-Ашах († 1403) и втората му съпруга Агнес фон Шварцбург († 1399). Те имат децата:
- София фон Хенеберг (* 1395; † сл. 14 декември 1441), омъжена пр. 26 януари 1413 г. за граф Михаел I фон Вертхайм († 25 юли 1440)
- Георг фон Хенеберг-Рьомхилд (* ок. 1396; † 25 юли 1465), граф на Хенеберг-Рьомхилд-Ашах (1422 – 1465), женен I. Катарина фон Вертхайм († 23 март 1419), II. на 22 юни 1422 г. във Вормс с Йохана (Йоханета) фон Насау-Вайлбург и Насау-Саарбрюкен († 1 февруари 1481, Рьомхилд)
- Ото фон Хенеберг († 10 януари 1407)
- Елизабет фон Хенеберг († сл. 29 юни 1417)